# Ukraines oblaster
En oblast (ukrainsk: область) er Ukraines primære administrative enheder. Ukraine er en enhedsstat, og dermed har de 24 oblaster ikke større juridisk selvstændighed ud over det, der er fastsat i den ukrainske forfatning og fastsat ved lov af Ukraines parlament, Verkhovna Rada. Artiklerne 140-146 i kapitel XI af forfatningen omhandler de lokale myndigheder og deres beføjelser.
Selvom Ukraine er en udelelig enhedsstat, er der politiske og sociale skel mellem den nordvestlige og den sydøstlige del af landet, som også har forskellig historie. De vestlige oblaster blev først indlemmet i den ukrainske socialistiske sovjetrepublik — og dermed Sovjetunionen — i 1939-1940, primært som følge af Polens deling under 2. verdenskrig, mens resten af landet havde været under sovjetisk ukrainsk kontrol siden starten i 1919.
Ud over de 24 oblaster består Ukraine af den autonome republik Krim og to byer med særlig status, nemlig hovedstaden Kyiv og Sevastopol på Krim-halvøen. Oblasterne er inddelt i mellem 3 og 8 rajoner (distrikter/kommuner) og 10 på Krimhalvøen, som kom under russisk kontrol 16. marts 2014 med militær besættelse af Krims provinsparlament 27. februar 2014. Kyiv by er opdelt i 10 rajoner, mens Sevastopol (under russisk kontrol) kun har fire rajoner. Der er i alt 1.469 hromadaer (lokale administrative enheder, nærmest kommuner, inddelt i 3 typer: 1.by-, 2.kombineret by- og landlige - samt 3.landlige hromedaer) i rajonerne i Ukraine.

## Oblaster i Ukraine
| Region                     | Guvernør                           | Areal km² | Indbyggertal (2022) | Tæthed | Administrativt center | Rajoner | Regionale byer |
| -------------------------- | ---------------------------------- | --------- | ------------------- | ------ | --------------------- | ------- | -------------- |
| Den autonome republik Krim | Serhiy Kunitsyn (Presidential rep) | 26.100    | 1.965.031           | 75,6   | Simferopol            | 10      | 11             |
| Tjerkasy oblast            | Serhiy Tulub                       | 20.900    | 1.198.000           | 64     | Tjerkasy              | 4       | 6              |
| Tjernihiv oblast           | Volodymyr Homenko                  | 31.865    | 994.000             | 36     | Tjernihiv             | 5       | 3              |
| Tjernivtsi oblast          | Ledig                              | 8.097     | 897.000             | 110    | Tjernivtsi            | 3       | 2              |
| Dnipropetrovsk oblast      | Dmytro Kolesnikov                  | 31.914    | 3.214.000           | 110    | Dnipropetrovsk        | 7       | 13             |
| Donetsk oblast             | Sergiy Taruta                      | 26.517    | 4.157.000           | 167    | Donetsk               | 8       | 28             |
| Ivano-Frankivsk oblast     | Mykhailo Vyshyvaniuk               | 13.900    | 1.382.000           | 99     | Ivano-Frankivsk       | 6       | 5              |
| Kharkiv oblast             | Ledig                              | 31.415    | 2.683.000           | 87     | Kharkiv               | 7       | 7              |
| Kherson oblast             | Kostyak Mukola Mukhailovuch        | 28.461    | 1.026.000           | 40     | Kherson               | 5       | 3              |
| Khmelnytskyj oblast        | Vasyl Yadukha                      | 20.645    | 1.274.000           | 66     | Khmelnytskyj          | 3       | 6              |
| Kyiv oblast                | Anatoliy Prysiazhniuk              | 28.131    | 1.775.000           | 65     | Kyiv                  | 7       | 13             |
| Kirovohrad oblast          | Serhiy Larin                       | 24.588    | 958.000             | 43     | Kirovohrad            | 4       | 4              |
| Luhansk oblast             | Valeriy Holenko                    | 26.684    | 2.145.000           | 86     | Luhansk               | 8       | 4              |
| Lviv oblast                | Ledig                              | 21.833    | 2.515.000           | 116    | Lviv                  | 7       | 9              |
| Mykolajiv oblast           | Ledig                              | 24.598    | 1.126.000           | 48     | Mykolajiv             | 4       | 5              |
| Odessa oblast              | Eduard Matviychuk                  | 33.310    | 2.395.000           | 71     | Odessa                | 7       | 7              |
| Poltava oblast             | Oleksandr Udovichenko              | 28.748    | 1.392.000           | 54     | Poltava               | 4       | 5              |
| Rivne oblast               | Vasyl Bertash                      | 20.047    | 1.146.000           | 57     | Rivne                 | 4       | 4              |
| Sumy oblast                | Yuriy Chmyr                        | 23.834    | 1.094.000           | 51     | Sumy                  | 5       | 7              |
| Ternopil oblast            | Mykhaylo Tsymbalyuk                | 13.823    | 1.035.000           | 80     | Ternopil              | 3       | 1              |
| Vínnitsja oblast           | Ivan Mykhaylovych Movchan          | 26.513    | 1.566.000           | 64     | Vínnitsja             | 6       | 6              |
| Volyn oblast               | Oleksandr Bashkalenko              | 20.144    | 1.046.000           | 51     | Lutsk                 | 4       | 4              |
| Zakarpatska oblast         | Oleksandr Ledyda                   | 12.777    | 1.247.000           | 97     | Uzjgorod              | 6       | 5              |
| Zaporizjzja oblast         | Oleksandr Peklushenko              | 27.180    | 1.699.000           | 69     | Zaporizjzja           | 6       | 5              |
| Zjytomyr oblast            | Serhiy Ryzhuk                      | 29.832    | 1.213.000           | 43     | Zjytomyr              | 4       | 5              |
| Kyiv by                    | Volodymyr Makeyenko                | 839       | 2.782.016           | 3.299  | Kyiv                  | 10      | 1              |
| Sevastopol by              | Ledig                              | 864       | 380.301             | 438,89 | Sevastopol            | 4       | 2              |